# Renée Mussot-Goulard
Pour les articles homonymes, voir Goulard.
 (mai 2020).
Si vous disposez d'ouvrages ou d'articles de référence ou si vous connaissez des sites web de qualité traitant du thème abordé ici, merci de compléter l'article en donnant les références utiles à sa vérifiabilité et en les liant à la section « Notes et références ».
Renée Mussot-Goulard, née le 22 décembre 1932 à Francescas et morte le 12 mars 2011 à Condom, est une historienne médiéviste et archéologue, ancien professeur à l'université Paris IV-Sorbonne. 
Son domaine de spécialisation est le Haut Moyen Âge, sur lequel elle opère pour des travaux de recherche sur l'Aquitaine, sa région natale. La grande affaire de sa vie scientifique fut l'Histoire et la civilisation des Wisigoths, populations migrantes venues de l'Europe du nord et qui pénétrèrent l'Empire romain.
Elle est morte le 12 mars 2011.

## Synthèse de son ouvrage sur les Goths
Amenée de manière transversale à retracer l'histoire des Goths depuis la Scandinavie, en passant par la Dacie où surgit l'Empire hunnique, jusque leur arrivée à Bordeaux avant la chute de l'Empire romain, Renée Mussot-Goulard livre dans un ouvrage publié en 1999 une synthèse comprenant les découvertes récentes obtenues depuis les cultures archéologiques en Europe centrale, et une vision des motivations des peuples germaniques en migration dans l'Empire romain.
Cet ouvrage met fin à la vision d'épouvantail des "barbares" transmise tout au long de l'Histoire moderne par les relecteurs des annalistes de culture latine de l'époque des invasions.
Le descriptif des termes structurant la société gothique, instance précise de la civilisation germanique émanant de la culture scandinave au IIe siècle, permet notamment de comprendre la transition de l'organisation sociale héritée du monde latinisé au système féodal en Occident. Selon elle, les rites de l'hommage lige ne proviennent pas des Francs mais des Goths, intégrés par un concile à Orléans après Vouillé.
Une description précise des querelles religieuses permet de mieux saisir la dispute ardue qui eut lieu au moment de l'arianisme, la version de la Bible en gotique conférant à ces peuples une foi aussi forte que la foi nicéenne. Elle introduit donc le terme d'homéisme pour distinguer cette confession, dont la distinction provient d'un terme mal traduit du grec au latin, houmeous : d'importance capitale puisque de l'interprétation du terme découle la querelle sur la nature divine de la Sainte Trinité. 
Le livre s'achève sur la disparition de la lignée balthe des « Goths royaux », au pouvoir symbolisé par l'épée Tervinge, celle qui guida la colonne d'Alaric vers les fins de terre européens : le royaume wisigoth, objectif des migrations, est fondé.

## Principaux ouvrages de Renée Mussot-Goulard
- Les Princes de Gascogne, Marsolan, CTR, 1982.
- Enquête sur Maignaut, Marsolan, CTR, 1985.
- Histoire de Condom, Marsolan, CTR, 1988.
- La France carolingienne : 843-987, Paris, Presses universitaires de France, coll. « Que sais-je ? », 1988, 1994.
- Le baptême qui a fait la France : de Blandine à Clovis, Paris, Perrin, 1996.
- Histoire de la Gascogne, Paris, Presses universitaires de France, coll. « Que sais-je ? », 1996, 127 p. (ISBN 2-13-047519-1 et 9782130475194)
- Clovis, Paris, Presses universitaires de France, coll. « Que sais-je ? », 1997.
- Charlemagne, Paris, Presses universitaires de France, coll. « Que sais-je ? » (no 471), 1984, 127 p. (ISBN 2-13-038326-2, présentation en ligne)2e édition corrigée : Charlemagne, Paris, Presses universitaires de France, coll. « Que sais-je ? » (no 471), 1992, 127 p. (ISBN 2-13-044225-0)3e édition mise à jour : Charlemagne, Paris, Presses universitaires de France, coll. « Que sais-je ? » (no 471), 1998, 126 p. (ISBN 2-13-049492-7)
- Les Goths, Biarritz, Atlantica, 1999.
- Brigitte, princesse en Gascogne, Biarritz, Atlantica, 2000.
- Les Gascons (VIe, VIIe, VIIIe siècles), Biarritz, Atlantica, 2001.
- La Dame d'Eauze, Biarritz, Atlantica, 2004.
- Roncevaux : samedi 15 août 778, Paris, Perrin, 2006.